# 京田尚子
京田 尚子（きょうだ ひさこ、1935年2月22日 - ）は、日本の声優、女優。旧芸名は、斎藤 尚子（さいとう ひさこ）。
東京俳優生活協同組合（俳協）所属。東京府（現・東京都）出身、兵庫県育ち。

## 経歴
生年に関して、本人は2021年のインタビューなどで1932年としており、所属事務所のプロフィールに記載されている1935年と3年の差がある。これに関して京田は「きっと若く見せようとしているのね」と話している。
幼少期から子役として活動。東京の小学校時代に「あなたは演劇のセンスがある」と言われ、小学2年生からNHKのラジオドラマに出演。その後、兵庫県芦屋市の中学校・高校に通った。青山学院女子短期大学文科英文専攻卒業。短大時代は児童文化研究部や演劇部に所属。
「将来は役者になりたい」という思いは学生時代から定まっており、大学卒業後、同じ演劇部で活動していた男子たちが広告代理店などに就職したことで仕事に声をかけてもらえるようになったという。
20代のころ、文学座の女優である堀越節子の付き人をしながらアテレコの仕事を始める。そこで、味のある深い演技で魅了する脇役に活路を見出したといい、関係者に「脇役やお年寄りの役をさせてほしい」と頼んだところ、「その若さでそういう役をやりたがたる人はいない」と喜ばれ、仕事が増えたという。
テアトロ・ピッコロ、劇団キューピット、ススキダ演劇研究所、演劇座、リヴ・ゴーシュ、現代センターを経て、1969年から東京俳優生活協同組合に所属。
2019年、第十三回声優アワードにて、緒方賢一とともに「功労賞」を受賞した。

## 人物
声種はアルトからソプラノ。
老婆役を演じることが多い。
若手の頃は付き人をしていた20歳年上の堀越節子を手本に幅広い役柄をこなしたといい、セリフが堀越に似ていると評されたこともあったという。
特技は義太夫、狂言、落語。義太夫は竹本駒之助から学んだという。
出演した中で印象深い役に、映画『タイタニック』での年老いたローズ（グロリア・スチュアート）の吹き替えを挙げている。

## 後任
2024年以降、一部の持ち役を降板している。
| 後任       | 役名         | 概要作品                  | 後任の初担当作品                       |
| ---------- | ------------ | ------------------------- | -------------------------------------- |
| 井上喜久子 | グラニー     | 『ルーニー・テューンズ』  | タイニー・トゥーンズのハチャメチャ学園 |
| 園崎未恵   | タナカヨシコ | 『おじゃる丸』            | 第27期                                 |
| 野沢雅子   | おむすびまん | 『それいけ!アンパンマン』 | 第1691話Bパート                        |

## 出演

### テレビアニメ
1969年
- ハクション大魔王（シャックリ先生）

1970年
- あしたのジョー

1972年
- アストロガンガー（老婆 / ブラスター12、ブラックフェアリー）

1973年
- 赤胴鈴之助

1975年
- 元祖天才バカボン
- タイムボカン（ワルジョ）
- わんぱく大昔クムクム（シャベリーヌ、シャーマ）

1976年
- 母をたずねて三千里（ロハス夫人）
- まんが 花の係長
- 妖怪伝 猫目小僧（なみだ婆）

1977年
- あらいぐまラスカル（クラリッサ・スティーブンソン）
- おれは鉄兵（上杉妙）
- まんが日本絵巻（およね）

1978年
- 銀河鉄道999（老婆）
- ペリーヌ物語（ブルトヌー夫人）
- 星の王子さま プチ・プランス（ドロシー）

1979年
- 赤毛のアン（ブルエット夫人）
- シートン動物記 りすのバナー（のらネコ）
- ゼンダマン（女王）
- ベルサイユのばら（1979年 - 1980年）

1980年
- タイムパトロール隊オタスケマン（おばあさん）
- ルパン三世 (TV第2シリーズ)

1981年
- おはよう!スパンク（お咲さん）
- ブレーメン4 地獄の中の天使たち（メヌエット）
- まいっちんぐマチコ先生（ゲン吉の祖母）
- 名犬ジョリィ（アメリア）

1982年
- うる星やつら（ヤツデ）

1983年
- ストップ!! ひばりくん!（ジュンの母）
- パーマン（母親、モーレツ婆さん、子供A）

1984年
- オヨネコぶーにゃん（おばあさん）
- 牧場の少女カトリ（イルダ）
- よろしくメカドック（聖おいか）
- ルパン三世 PARTIII

1986年
- 愛少女ポリアンナ物語（エツラ）
- あんみつ姫（しぶ茶〈奥方〉）
- ゲゲゲの鬼太郎（第3作）（ばけ猫）
- 昭和アホ草紙あかぬけ一番!（丹嶺萬）
- 青春アニメ全集 坊ちゃん（清）
- めぞん一刻（五代ゆかり〈裕作のばあちゃん〉）
- ロボタン

1987年
- エスパー魔美（陰木婦人）
- ドテラマン（佐藤ウメ〈ハジメの祖母〉）
- Bugってハニー

1988年
- F-エフ（おたね）
- おそ松くん（第2作）（1988年 - 1989年、ナレーション、老婆）
- 魁!!男塾（カメ）
- それいけ!アンパンマン（1988年 - 2023年、おむすびまん〈初代〉、ヤギおばさん〈初代〉）
- トッポ・ジージョ（クノップ） - 2シリーズ

1989年
- 青いブリンク（お婆さん）
- 昆虫物語 みなしごハッチ（1989年 - 1990年、魔女郎、ギギ婆さん、老女、女郎グモ）
- ピーターパンの冒険（ダークネス）
- らんま1/2（大文字流家元）

1990年
- NG騎士ラムネ&40（ミイラばあさん）
- 美味しんぼ（武田の母、ばあちゃん）
- ガタピシ（おばあさん）
- 雲のように風のように（老女）
- 三丁目の夕日
- 楽しいムーミン一家（1990年 - 1991年、クラリッサ）
- ドラゴンクエスト（薬屋）
- 藤子不二雄Aの夢魔子（母）
- 私のあしながおじさん（エリザ・センプル）

1991年
- おばけのホーリー（イジワルーヌ）
- 絶対無敵ライジンオー（バケヤシキン）
- 魔法のプリンセス ミンキーモモ（海モモ）（ブレンダの祖母）
- 丸出だめ夫（ヘンナーの母）
- YAWARA!（お女将）
- 笑ゥせぇるすまん（福水凡の姑）

1992年
- クレヨンしんちゃん（1992年 - 2022年、かすかべ書店店長、カマキリ将軍ギリギリ 他）
- 花の魔法使いマリーベル（ローズ）
- フランダースの犬 ぼくのパトラッシュ（ヌレット）
- ママは小学4年生（花田ミドリ）
- 幽☆遊☆白書（1992年 - 1995年、幻海）

1993年
- ツヨシしっかりしなさい（井川ヨネ）
- 平成イヌ物語バウ（おばあちゃん〈犬神の母〉）
- みかん絵日記（松沢文江）

1994年
- ドラえもん（テレビ朝日版第1期）（おばあさん）
- 七つの海のティコ（ロザリンド）

1995年
- アニメ世界の童話（おばあさん）
- 美少女戦士セーラームーンSuperS（ジルコニア）
- ふしぎ遊戯（太一君、語りべ）
- 魔法陣グルグル（ベティ）

1996年
- 赤ちゃんと僕（後藤光）
- 逮捕しちゃうぞ（和尚の母）
- ルパン三世 トワイライト☆ジェミニの秘密（老婆）

1998年
- おじゃる丸（1998年 - 2023年、タナカヨシコ〈初代〉）
- 快傑蒸気探偵団 TV ANIMATION SERIES（おばあさん）
- スーパードール★リカちゃん（テレジア学院長）
- たこやきマントマン（トコロテンシュルシュル婆さん）
- 剣風伝奇ベルセルク（老婆）

1999年
- ごぞんじ!月光仮面くん（五目天婆さん）
- 週刊ストーリーランド（1999年 - 2000年、おばさん、おばあさん、姑）
- 神八剣伝（フナムシ）
- ポケットモンスター（スズ様）
- 名探偵コナン（1999年 - 2012年、間宮マス代 / 西川睦美、大賀タエ、野井、田中伊和江、桐谷貴江）
- ワイルドアームズ トワイライトヴェノム（エリザベート）

2000年
- 犬夜叉（2000年 - 2010年、楓）2シリーズ
- ヴァンドレッド（2000年 - 2001年、マグノ・ビバン） - 2シリーズ
- サクラ大戦TV（真宮寺桂）
- 忍たま乱太郎（老婆）

2001年
- 学園戦記ムリョウ（真守百恵）
- シャーマンキング（麻倉木乃、メラニー）
- も〜っと! おジャ魔女どれみ（マジョスローン）

2002年
- 奇鋼仙女ロウラン（カゲロウ）
- 十二国記（要の祖母）

2003年
- 明日のナージャ（アンナ・ペトロワ〈おばば〉、ナレーション）
- キノの旅 -the Beautiful World-（おばあさん）
- ギャラクシーエンジェル（第3期）（占い師）
- ストラトス・フォー（御厨リン）
- 高橋留美子劇場（加代子）
- 高橋留美子劇場 人魚の森（神無木佐和〈老人〉）
- 魔法遣いに大切なこと（高橋美津子）

2004年
- 北へ。〜Diamond Dust Drops〜（釜田むめお）
- ケロロ軍曹（日向秋奈）
- 蒼穹のファフナー（西尾行美）
- 冒険王ビィト（鑑定士）
- 魔法少女隊アルス（プレサティーオ）
- 妄想代理人（老婆）
- わがまま☆フェアリー ミルモでポン! わんだほう（バラモ）

2005年
- アニマル横町（おばあちゃん）
- 交響詩篇エウレカセブン（高僧）
- 甲虫王者ムシキング 森の民の伝説（ササラ）
- バジリスク 〜甲賀忍法帖〜（伊賀のお幻）
- 雪の女王（マリアのおばあちゃん）

2006年
- いぬかみっ!（川平榧〈宗家〉）
- うたわれるもの（トゥスクル）
- 桜蘭高校ホスト部（環の祖母）
- 銀魂（松）
- ケモノヅメ（老婆）
- シムーン（アーエルの祖父）
- Project BLUE 地球SOS（バグア遊星人）
- 蟲師（薬袋たま）

2007年
- 風の少女エミリー（ナンシー大叔母さん）
- スカルマン（定食屋のおばちゃん）
- D.Gray-man（マザー）
- もっけ（お婆ちゃん）

2008年
- イタズラなKiss（吉田トヨ）
- ゴルゴ13（マーサ）
- スティッチ!（2008年 - 2010年、おばあ） - 3シリーズ
- スレイヤーズREVOLUTION（巫女）
- 無限の住人（八百比丘尼）

2009年
- 怪談レストラン（老婆）
- 獣の奏者 エリン（長老）
- シャングリ・ラ（北条凪子）

2010年
- STAR DRIVER 輝きのタクト（アゲマキ・アゲハ）
- ソ・ラ・ノ・ヲ・ト（ジャコット）
- パンティ&ストッキングwithガーターベルト（老婆）
- ひめチェン!おとぎちっくアイドル リルぷりっ（石の番人）

2011年
- ダンタリアンの書架（大婆）
- テレビまんが 昭和物語（山崎ヨシ）
- 夏目友人帳 参（アオクチナシ）
- NO.6（老婆）
- HUNTER×HUNTER（第2作）（ヒ祖母）
- プリティーリズム・オーロラドリーム（中山しずこ）

2012年
- SKET DANCE（大ババ様）
- 夏雪ランデブー（おばちゃん）
- はなかっぱ（アジェガ）
- LUPIN the Third -峰不二子という女-（老婆）

2013年
- COPPELION（あやめ婆さん）

2014年
- 暁のヨナ（婆）
- ドラゴンコレクション（タスパ）
- ポケットモンスター XY（ハンナ）
- 蟲師 特別篇「日蝕む翳」（たま）
- 妖怪ウォッチ（ナレーション）

2015年
- 蒼穹のファフナーEXODUS（西尾行美）

2017年
- 鬼平（おすめ）
- THE REFLECTION（マーガレット）
- 6HP/シックスハートプリンセス（ノルブ）

2018年
- スナックワールド（とめ）

2020年
- 半妖の夜叉姫（2020年 - 2022年、楓） - 2シリーズ

2021年
- SHAMAN KING（2021年 - 2022年、麻倉木乃）

2022年
- 終末のハーレム（三賢者 老女）

2025年
- 全修。（バオバブ様）

### 劇場アニメ
1974年
- アルプスの少女ハイジ（ロッテンマイヤー）

1982年
- Dr.SLUMP “ほよよ!”宇宙大冒険（タケヤ）

1983年
- うる星やつら オンリー・ユー（ババラ）

1984年
- 風の谷のナウシカ（大ババ）

1985年
- うる星やつら3 リメンバー・マイ・ラブ（おばば）

1986年
- アリオン（エートスの妻）

1988年
- めぞん一刻 完結編（五代ゆかり）

1989年
- それいけ!アンパンマン キラキラ星の涙（おむすびまん）
- 変幻退魔夜行カルラ舞う! 奈良怨霊絵巻（扇千景）

1990年
- それいけ!アンパンマン おむすびまん（おむすびまん）

1991年
- 安達が原（魔女）

1993年
- クレヨンしんちゃん アクション仮面VSハイグレ魔王（お婆さん）
- それいけ!アンパンマン 恐竜ノッシーの大冒険（おむすびまん）

1994年
- 平成イヌ物語バウ（おばあちゃん）
- 幽☆遊☆白書 冥界死闘篇 炎の絆（幻海）

1995年
- クレヨンしんちゃん 雲黒斎の野望（店長）
- MEMORIES「最臭兵器」（ばっちゃん）

1997年
- 瓜っこ姫とアマンジャク（おばあさん）

1998年
- それいけ!アンパンマン おむすびまんとおばけやしき（おむすびまん）

1999年
- クレヨンしんちゃん 爆発!温泉わくわく大決戦（本屋店長）
- それいけ!アンパンマン おむすびまんと夏祭り（おむすびまん）
- 遊☆戯☆王（老婆）

2000年
- エスカフローネ（アドムの村の老婆）
- クレヨンしんちゃん 嵐を呼ぶジャングル（本屋店長）

2001年
- 犬夜叉 時代を越える想い（楓）
- クレヨンしんちゃん 嵐を呼ぶ モーレツ!オトナ帝国の逆襲（本屋店長）

2002年
- 千年女優（藤原千代子の母）

2005年
- ブラック・ジャック ふたりの黒い医者（ヨシコ）

2006年
- ONE PIECE THE MOVIE カラクリ城のメカ巨兵（ローバ）

2007年
- いぬかみっ! THE MOVIE 特命霊的捜査官・仮名史郎っ!（川平榧）

2009年
- ONE PIECE FILM STRONG WORLD（シャオの祖母）

2010年
- 蒼穹のファフナー HEAVEN AND EARTH（西尾行美）

2011年
- テレビまんが 昭和物語 劇場版（山崎ヨシ）
- トワノクオン（真田まゆみ）

2013年
- リトル ウィッチ アカデミア（老教師）

2014年
- 映画 妖怪ウォッチ 誕生の秘密だニャン!（おばあちゃん）

2016年
- この世界の片隅に（森田イト）

2018年
- クレヨンしんちゃん 爆盛!カンフーボーイズ〜拉麺大乱〜（かすかべ書店店長）

2020年
- 劇場版 ヴァイオレット・エヴァーガーデン（ネリネ）

2024年
- 好きでも嫌いなあまのじゃく（御前）

### OVA
1985年
- るんは風の中（お手伝いさん）

1989年
- ウメ屋雑貨屋 ぼくたちのひみつ（おウメばあちゃん）
- 九鬼谷温泉艶笑騒動譚 まんだら屋の良太（大山ヨネ）
- 変幻退魔夜行 カルラ舞う!-奈良怨霊絵巻-（扇千景）

1990年
- 力王 RIKI-OH VIOLENCE2 滅びの子（老婆）

1991年
- NG騎士ラムネ&40EX ビクビクトライアングル 愛の嵐大作戦（ミイラばあさん）

1992年
- 天地無用! 魎皇鬼（女将）
- リカちゃんの日曜日（おばあちゃん）

1993年
- ぼくの地球を守って（最長老）
- MINKY MOMO IN 夢にかける橋（橋のおばさん）
- らんま1/2 天道家 すくらんぶるクリスマス（格闘茶道家元）

1994年
- おいら宇宙の探鉱夫（安藤係長）
- 覇王大系リューナイト アデュー・レジェンド（セイ）

1996年
- オリジナルビデオシリーズ ふしぎ遊戯（OVA1）（太一君・温泉宿の女将〈特典映像〉）

1997年
- AIKa（バ・バンドラ）
- サクラ大戦 桜華絢爛（真宮寺桂）
- ふしぎ遊戯 第二部（OVA2）（太一君）

1999年
- サクラ大戦 轟華絢爛（真宮寺桂）

2001年
- ふしぎ遊戯 -永光伝-（OVA3）（太一君・次回予告ナレーション）

2004年
- ストラトス・フォー（X シリーズ）（御厨リン）

2005年
- ストラトス・フォー アドヴァンス（御厨リン）

2006年
- ストラトス・フォー アドヴァンス 完結編（御厨リン）

2015年
- 暁のヨナ（婆）※コミックス第19巻オリジナルアニメDVD付限定版

2018年
- 幽☆遊☆白書 のるかそるか（幻海）

2019年
- 蒼穹のファフナー THE BEYOND（西尾行美）

2023年
- 蒼穹のファフナー BEHIND THE LINE（西尾行美）

### Webアニメ
- ベイウォーリアーズ サイボーグ（2015年、老婆）
- ポケモンジェネレーションズ（2016年、キクコ[50]）

### ゲーム
1993年
- 幽☆遊☆白書（幻海）※スーパーファミコン用ソフト
- 幽☆遊☆白書 闇勝負!!暗黒武術会（幻海）

1994年
- 幽☆遊☆白書（幻海）※3DO
- 幽☆遊☆白書 特別篇（幻海）
- 幽☆遊☆白書 魔強統一戦（幻海）
- 幽☆遊☆白書2 格闘の章（幻海）

1995年
- ドラゴンナイト&グラフィティ（預言者のオババ）

1996年
- BSドラゴンクエスト

1998年
- 玉繭物語（ガライ）

1999年
- リフレインラブ2（三沢環）

2000年
- Sorcerous Stabber ORPHEN 魔術士オーフェン（ジャド）

2001年
- 犬夜叉（楓）

2003年
- キノの旅 -the Beautiful World-（老婆）

2004年
- 犬夜叉 〜呪詛の仮面〜（楓）
- 烈火の炎 〜Flame of Recca〜 FINAL BURNING（綺理人〈老年〉）
- 我が竜を見よ（精霊王）

2005年
- キングダム ハーツII（フォーナ）
- 新世紀勇者大戦（那由他いと）
- 冒険王ビィト ダークネスセンチュリー（鑑定士）
- ぼくらのかぞく（おばあちゃん）
- 幽☆遊☆白書FOREVER（幻海）

2006年
- いぬかみっ! feat.Animation（川平榧〈宗家〉）
- うたわれるもの 散りゆく者への子守唄（トゥスクル）
- クレヨンしんちゃん 最強家族カスカベキング うぃ〜（店長）
- GENJI -神威奏乱-（術師）
- 幻想水滸伝V（ラージャ）
- 新 鬼武者 DAWN OF DREAMS（ナレーション）
- ブレイブ ストーリー ワタルの冒険（オンバ）

2007年
- THE BATTLE OF 幽☆遊☆白書 〜死闘!暗黒武術会〜 120%（幻海）

2010年
- キングダム ハーツ バース バイ スリープ（フェアリー・ゴッドマザー、フォーナ）
- ザックとオンブラ まぼろしの遊園地（ポリーのおばあさん）

2011年
- クレヨンしんちゃん 宇宙DEアチョー!? 友情のおバカラテ!!

2012年
- キングダム ハーツ 3D ［ドリーム ドロップ ディスタンス］（ラヴァーン）
- Dragon Age II（フレメス）

2014年
- 妖怪ウォッチ2 真打（ナレーション）

2016年
- グランブルーファンタジー（2016年 - 2023年、ロジーヌ / せんべえ婆）

2018年
- 幽☆遊☆白書 100%本気バトル（幻海）

2020年
- キングダムハーツIII（フェアリー・ゴッドマザー） - DLC追加キャラクター
- キングダム ハーツ メロディ オブ メモリー（フェアリー・ゴッドマザー）
- 共闘ことばRPG コトダマン（幻海）

### ドラマCD
- EREMENTAR GERAD The original（グリィナ〈グリツィネ・レフィナード〉）
- 恐山ル・ヴォワール（麻倉木乃）
- それゆけ!宇宙戦艦ヤマモト・ヨーコ Action-3（イザベラ・アサミ・ダールトン）
- 魔神英雄伝ワタル3 虎王物語 虎王伝説 CDシネマ1 虎王闇嵐編（占い師）
- まるマシリーズ（ヘイゼル・グレイブス）
- 集英社ドラマCD 幽☆遊☆白書（幻海）

### ラジオドラマ
- 魔神英雄伝ワタル3 虎王物語（占い師）

### 吹き替え

#### 担当女優
アンジェラ・ランズベリー
- 運命の扉（アラブランディ公爵夫人）
- グリンチ（マクガークル村長）
- ジェシカおばさんの事件簿（ジェシカ・フレッチャー）
  - ジェシカおばさんの事件簿/南南西に進路を取れ
  - ジェシカおばさんの事件簿/寒い国から来た標的
  - ジェシカおばさんの事件簿/ふたつの墓の謎
  - ジェシカおばさんの事件簿/遺言に隠された謎

- 空飛ぶペンギン（セルマ・ヴァン・ガンディ）
- ブルー・ハワイ（サラ・リー・ゲイツ）※LD版

エステル・ゲティ
- 刑事ジョー ママにお手あげ（トゥーティ・ボモウスキー）
- スチュアート・リトル（エステル・リトル）※ソフト版
- マネキン（ティムキン社長）

ジェシカ・タンディ
- 殺意の香り（グレース・ライス）
- 鳥（リディア・ブレナー）※フジテレビ版
- 迷子の大人たち（フリーダ）

セルマ・リッター
- 荒馬と女（イザベル・スティアーズ）※TBS版
- 裏窓（ステラ）※機内上映版
- 波も涙も暖かい（ソフィー・マネッタ）

パトリシア・ヘイズ
- ウィロー（フィン・ラゼール）※ソフト版
- ネバーエンディング・ストーリー（ウルグル）※テレビ朝日版
- ワンダとダイヤと優しい奴ら（コーディ夫人）

ベティ・ホワイト
- あなたは私の婿になる（アニー・パクストン）
- フラッド（ドリーン）※日本テレビ版
- 女神が家にやってきた（クライン夫人）
- ロラックスおじさんの秘密の種（ノーマおばあちゃん）

リンダ・ハント
- キンダガートン・コップ（シュロウスキー校長）
- シルバラード（ステラ）※フジテレビ版
- ハン・ソロ/スター・ウォーズ・ストーリー（レディ・プロキシマ）
- プレタポルテ（レジーナ・クラム）
- ポカホンタス（柳の木のおばあさん）
- ポカホンタスII/イングランドへの旅立ち（柳の木のおばあさん）

#### 映画（吹き替え）
- アーネスト、クリスマスを救え!（メアリー・モリッシー〈ビリー・バード〉）
- アーネスト モンスターと戦う!（オールド・レディ・ハックモア〈アーサー・キット〉）
- アイ・アム・デビッド（ソフィー〈ジョーン・プロウライト〉）
- 愛と喝采の日々（アデレード〈マーサ・スコット〉）※TBS版
- 赤毛のアン（ジョセフィン〈チャーミオン・キング〉）※ソフト版
  - 続・赤毛のアン/アンの青春（ハリス夫人〈ウェンディ・ヒラー〉）※ソフト版
- アガサ 愛の失踪事件
- 悪魔たち、天使たち（モナ・ローランド＝ダウニー〈ホランド・テイラー〉）
- 悪魔のくちづけ（リザ・シンドラー〈シモーヌ・シニョレ〉）
- 悪魔のワルツ（マギー・ウェスト〈キャスリーン・ウィドーズ〉）
- アダムス・ファミリー（グラニー・アダムス〈ジュディス・マリナ〉）
- アダムス・ファミリー2（グラニー・アダムス〈キャロル・ケイン〉）
- アマデウス（ウェーバー夫人〈バーバラ・ブリン〉）
- アラバマ物語（ステファニー・クロウフォード〈アリス・ゴーストリー〉）※テレビ朝日版
- アリス・イン・ワンダーランド（ヤマネ〈バーバラ・ウィンザー〉）※劇場公開版
- アリス・イン・ワンダーランド/時間の旅（ヤマネ〈バーバラ・ウィンザー〉）
- アンブレイカブル（学校の看護師〈エリザベス・ローレンス〉）※ソフト版
- いつか晴れた日に（ジェニングス夫人〈エリザベス・スプリッグス〉）
- イルカの日（ローム夫人〈エリザベス・ウィルソン〉）※テレビ朝日版
- インナースペース（スーパーの客〈キャスリーン・フリーマン〉）※ソフト版
- ウイラード（アリス）※テレビ朝日版
- 裏窓（ヒアリングエイド夫人〈ジェスリン・ファックス〉）※テレビ朝日版
- エアポート'80（グレッチェン）
- エクソシスト3（ナースX〈ヴィヴェカ・リンドフォース〉）※フジテレビ版
- OK牧場の決斗（ケイト・フィッシャー〈ジョー・ヴァン・フリート〉）※テレビ東京版
- 王妃マルゴ（母后カトリーヌ〈ヴィルナ・リージ〉）
- 狼たちの午後（ソニーの母親〈ジュディス・マリナ〉）
- オズの魔法使い（西の魔女〈マーガレット・ハミルトン〉）※ソフト版
- オデッサ・ファイル（フロー・ヴェンツァー）
- 踊る大紐育（ヒルディ〈ベティ・ギャレット〉）※テレビ朝日版
- 俺たちは天使じゃない（ブレア夫人〈エリザベス・ローレンス〉）
- 怨霊の森（マキノー先生）
- カサノバ（カサノバの母〈マリー・マルケ〉）
- カンフーキッド/好小子（祖母〈タン・アイジェン〉）
- 紀元前1万年（巫母〈モナ・ハモンド〉）※劇場公開版
- 危険な関係（ロズモンド夫人〈ミルドレッド・ナトウィック〉）
- キャンドルシュー/セント・エドモンドの秘宝（セント・エドマンド夫人〈ヘレン・ヘイズ〉）
- 恐怖のエレベーター/高層ビルパニック（エディス・レイノルズ〈テレサ・ライト〉）
- 9時から5時まで（バイオレット・ニューステッド〈リリー・トムリン〉）
- クリープショー（シルヴィア・グランサム〈キャリー・ナイ〉、レノーラ・カストマイヤー）
- クリープショー2/怨霊（マーサ・スプルース〈ドロシー・ラムーア〉）
- グレムリン（ルビー・ディーグル〈ポリー・ホリデイ〉）※ソフト版・テレビ朝日版
- コーキー・ロマーノ FBI潜入捜査官?（フローレンス）
- GO!GO!ガジェット2（クインビーの母）
- コクーン2/遥かなる地球（ルビー・ファインバーグ〈エレイン・ストリッチ〉）※ソフト版
- 心の旅（ロゼラ〈アイーダ・リナレス〉）※フジテレビ版
- 再会の街/ブライトライツ・ビッグシティ（クララ〈フランシス・スターンハーゲン〉）※VHS版
- サイコ（ノーマ・ベイツ）※フジテレビ版
- サイコ（ノーマ・ベイツ〈ローズ・マリー〉）
- 最後のインディアン（ドロシー・ブルーベル〈シェリー・ウィンタース〉）
- サウンド・オブ・ミュージック（修道院長〈ペギー・ウッド〉）※ソフト版、（シュミット夫人〈ノーマ・ヴァーデン〉、ベルテ〈ポーティア・ネルソン〉）※テレビ朝日版
- サスペリア（ブランク夫人〈ジョーン・ベネット〉）※テレビ東京版
- さよならコロンバス（パティムキン夫人〈ナン・マーティン〉）
- サンタクロース ※テレビ朝日版
- G.I.ジェーン（リリアン・デヘイヴン上院議員〈アン・バンクロフト〉）※フジテレビ版
- シー・デビル（トランパー、ブラウン判事）※ソフト版
- ジキル博士はミス・ハイド（アガサ〈ジェーン・コンネル〉）※フジテレビ版
- 十戒（ヨシャベル〈マーサ・スコット〉）※フジテレビ版
- シベールの日曜日（カルロスの妻〈アンヌマリー・コフィネ〉）
- ジャイアンツ（ラズ・ベネディクト〈マーセデス・マッケンブリッジ〉）※TBS版
- ジャイアント・ピーチ（テントウムシ〈ジェーン・リーヴス〉）
- Shall We Dance?（ミッツィー〈アニタ・ジレット〉）※日本テレビ版
- ジョニーは戦場へ行った（ジョーの母親〈マーシャ・ハント〉）
- スターゲイト（キャサリン・ラングフォード博士〈ヴィヴェカ・リンドフォース〉）※フジテレビ版
- スタートレックIV 故郷への長い道（アマンダ〈ジェーン・ワイアット〉）※フジテレビ版
- スター・ファイター（グラニー）
- スプラッシュ（スティムラー夫人〈ドディ・グッドマン〉）※フジテレビ版
- スプリング・ガーデンの恋人（マーサ）
- スペース・ジャム（グラニー〈ジューン・フォーレイ〉）
  - スペース・プレイヤーズ[55]
- スリーメン&ベビー（ジャックの母親〈セレステ・ホルム〉）※フジテレビ版
- スリーメン&リトルレディ（ヴェラ・ベニントン）※ソフト版
- 続・星の国から来た仲間（リサ・ウェッジ〈ベティ・デイヴィス〉）
- 続ラブ・バッグ（スタインメッツ夫人〈ヘレン・ヘイズ〉）
- ダーク・ハーフ（レジー・デレセップス〈ジュリー・ハリス〉）
- ダーティ・ダンシング（シュマッカー夫人〈ポーラ・トルーマン〉）※フジテレビ版
- ダーティハリー（スクールバスの運転手〈ルース・コバート〉）
- タイタニック（Mrs.ローズ・カルバート / 現在のローズ・デウィット・ブケイター〈グロリア・スチュアート〉）※フジテレビ版
- タイタンの戦い（地獄の魔女〈フローラ・ロブソン〉）
- タイタンの戦い（グライアイの魔女）※劇場公開版
- ダ・ヴィンチ・コード（サンクレール夫人〈リタ・デイヴィス〉）※劇場公開版
- 小さな贈りもの（ジャックの母親〈アニタ・ジレット〉）
- チャーリーとチョコレート工場（ジョセフィーナおばあちゃん〈アイリーン・エッセル〉）※劇場公開版
- チャタレイ夫人の恋人（ボルトン夫人）
- テキサス・チェーンソー（ルダ・メイ〈マリエッタ・マリク〉）
- テキサス・チェーンソー ビギニング（ルダ・メイ〈マリエッタ・マリク〉）
- テス（ダーバヴィル夫人）
- 天使にラブ・ソングを…（キャサリン修道院長〈マギー・スミス〉）※ソフト版
- 天使にラブ・ソングを2（キャサリン修道院長〈マギー・スミス〉）※ソフト版
- 天地創造（ノアの妻〈プペッラ・マッジョ〉）※TBS版・日本テレビ版
- ドク・ハリウッド（老婦人リリアン〈フランシス・スターンハーゲン〉）※テレビ朝日版
- 特攻サンダーボルト作戦（ドーラ・ブロッホ〈シルヴィア・シドニー〉）
- 長くつ下ピッピの冒険物語（バニスター〈アイリーン・ブレナン〉）
- ニュー・シネマ・パラダイス（壮年期のマリア〈プペラ・マッジオ〉）
- ネバーエンディング・ストーリー3（ウルグル〈モイヤ・ブラディ〉）※テレビ朝日版
- ハード・トゥ・キル（オマリーの母〈バーバラ・タウンゼント〉）※テレビ朝日版
- 走れサイモン（ティナ）
- 裸の銃を持つ男（市長〈ナンシー・マーシャン〉）※テレビ朝日版
- 八月の鯨（リビー・ストロング〈ベティ・デイヴィス〉）
- パラダイス・パラダイス（祖母）
- ハリーとトント（セリア〈サリー・マー〉）
- ハリー・ポッターと不死鳥の騎士団（アラベラ・ドーリーン・フィッグ〈キャスリン・ハンター〉）
- 晩秋（ベティ・トレモント〈オリンピア・デュカキス〉）※テレビ版
- バンディッツ（ミルドレッド・クローネンベルク支店長〈ペギー・ミリー〉）※日本テレビ版
- ビートルジュース（ジュノ〈シルヴィア・シドニー〉）
- ブーメラン（レディ・エロイーズ〈アーサー・キット〉）※ソフト版
- フィラデルフィア・エクスペリメント（マー・ウィリス〈ヴィヴィアン・ブラウン〉）※フジテレビ版
- フォーチュン・クッキー（ペイペイの母）
- ふたり（バーバラ・ニューマン〈エステル・パーソンズ〉）※TBS版
- プライベイトスクール（ダッチボック校長）
- ブルース・ブラザース（ペンギン〈キャスリーン・フリーマン〉）※フジテレビ新録版
- 平原児（カラミティ・ジェーン〈ジーン・アーサー〉）
- ベイビー、ウォンテッド!（アデル）
- ベイビー・トークシリーズ（ロージー〈オリンピア・デュカキス〉）※ソフト版
  - ベイビー・トーク
  - ベイビー・トーク2/リトル・ダイナマイツ
  - ベイビー・トーク3/ワンダフルファミリー
- ヘモグロビン（レクシー〈ジャッキー・バロウズ〉）
- ヘンダーソン夫人の贈り物（マーゴット・コンウェイ）
- ホーム・アローン2（ストーン〈ダナ・アイヴィ〉）※ソフト版・フジテレビ版
- ポルターガイスト（レシュ博士〈ベアトリス・ストレイト〉）※TBS版
- マイ・ガール（グラモー〈アン・ネルソン〉）※テレビ朝日版
- マキシー 素敵な幽霊（ラヴィン夫人〈ルース・ゴードン〉）
- マダムと奇人と殺人と（ジネット）
- 密殺集団（女性判事）
- ミュンヘン（ゴルダ・メイア〈リン・コーエン〉）
- 未来世紀ブラジル（アルマ・テレン夫人〈バーバラ・ヒックス〉）
- メリー・ポピンズ（エレン〈ハーミオン・バドレー〉）※フジテレビ版
- 山猫（マリア・ステラ〈リナ・モレリ〉）※テレビ朝日新録版
- ヤング・フランケンシュタイン（ブルッハー〈クロリス・リーチマン〉）※LD版
- ユー・ガット・メール（バーディ・コンラッド〈ジーン・ステイプルトン〉）※フジテレビ版
- 理由なき反抗（ジムの祖母〈ヴァージニア・ブリサック〉）※TBS版
- ルーニー・テューンズ:バック・イン・アクション（グラニー）
- レイク・デッド/ケインとアベル（グロリア〈パット・マクニーリー〉）
- レイジング・ケイン（ウォルドハイム博士〈フランシス・スターンハーゲン〉）
- レ・ミゼラブル（老女〈エドナ・ドール〉）
- 我が道を往く ※テレビ朝日版
- 私は犯された/エレイン夫人の裁判（ムリエル・ダイアー〈ローズマリー・マーフィ〉）※NET版
- 罠にかかったパパとママ（ルイーズ・マッケンドリック〈キャスリーン・ネスビット〉）
- 101（ナニー〈ジョーン・プロウライト〉[56]）※テレビ朝日版

#### ドラマ
- アルフ シーズン4 #19（レベッカ）
- IT ※NHK BS2版
- ER緊急救命室
  - シーズン2 #1（マニック〈ペニー・フラー〉）
  - シーズン5 #20（グラディス〈ジーン・シンシア〉）
  - シーズン7 #20（フェイ〈ベティ・フォード〉）
  - シーズン11 #9（マーガレット〈カミール・サヴィオラ〉）
  - シーズン12 #18（フレドナ・ナシー〈ケンドール・カーリー・ブラウン〉）
  - シーズン13 #1（ファニー・マーコヴィック〈エステル・ハリス〉）
- 宇宙船レッド・ドワーフ号（カサンドラ〈ジェラルディン・マクイーワン〉）
- F.B.EYE!! 相棒犬リーと女性捜査官スーの感動!事件簿 #5（ランディの母）
- 奥さまは首相 〜ミセス・プリチャードの挑戦〜（エリザベス女王）
- 奥さまは魔女（エスメラルダ〈野沢雅子と交代で担当〉、ハスコム婦人、ウィーメイヤー夫人）
- 気分はぐるぐる（マリー）
- 恐竜家族（エセル・フィリップス）
- ギルモア・ガールズ（トリックス・ギルモア）
- 刑事コジャック シーズン1 #14（オードリー・ノリス〈ティナ・ルイーズ〉）
- 刑事マルティン・ベック ロゼアンナ（カリンの母）
- 高慢と偏見（フィリップス夫人）
- こちらブルームーン探偵社
  - パイロット版（セルマ〈リズ・シェリダン〉）
  - シーズン4 #8（クララ・トピスト）
  - シーズン5 #9（ヴァン・ブリグル博士）
- シャーロック・ホームズの冒険 未婚の貴族（アメリア・サイモン）
- 主任警部モース 死はわが隣人（アダムス夫人）
- スタートレック:ディープ・スペース・ナイン（イシュカ）
- スティーブン・キングの悪魔の嵐（コーラ・スタンホープ）※NHK版
- 青春の城 コビントン・クロス（マザー・メアリー〈ライラ・ケイ〉）
- 第一容疑者2 顔のない少女（アイリーン・レイノルズ）
- 大草原の小さな家（イライザ・ジェイン・ワイルダー〈ルーシー・リー・フリピン〉）
- タバサ（グラディス・クラビッツ）
- 地上最強の美女たち!チャーリーズ・エンジェル
  - シーズン1 #4（ソレンソン所長）
  - シーズン2 #5（ミリセント〈パトリシア・バリー〉）
- 超音速攻撃ヘリ エアーウルフ シーズン2 #14（サリー）
- デスパレートな妻たち5（バージニア・ヒルデブランド〈フランセス・コンロイ〉）
- 特捜刑事マイアミ・バイス シーズン2 #16（ベアトリス）
- 特攻野郎Aチーム
  - シーズン4 #19（ノラ）
  - シーズン5 #12（アイリス・ヴォスバーグ）
- ナース・ジャッキー（ポーラ）
- 謎の円盤UFO #20（ジェーン・グラント）
- ふたりは最高!ダーマ&グレッグ シーズン2 #6（ジュディス・シューマーカー〈アンジェラ・ペイトン〉）
- ふたりは友達? ウィル&グレイス（シャロン）
- フルハウス シーズン8 #21（エドナ）
- マイ・スイート・メモリーズ（アイダ・レイバーン〈エリカ・ヨーン〉）
- マペット・ショー（ヒルダ）
- ミス・マープル（ミス・マープル〈ジョーン・ヒクソン〉）※完全版追加収録部分
  - 復讐の女神（ラヴィニア・グリン）
  - パディントン発4時50分（エルスペス・マクギリカディ）
- ロイヤル・スキャンダル 〜エリザベス女王の苦悩〜（エリザベス・ボーズ＝ライアン）

#### アニメ
- ディズニー作品
  - アラジンの大冒険（占い師）
  - オリビアちゃんの大冒険（ジャドソン）
  - 少年マイロの火星冒険記3D（総統）
  - シンデレラ（フェアリー・ゴッドマザー）
    - シンデレラII（フェアリー・ゴッドマザー）
    - シンデレラIII 戻された時計の針（フェアリー・ゴッドマザー）

  - ダックテイル（ビーグルママ）
  - ダックにおまかせ ダークウィング・ダック（アンモニアパイン）
  - チップとデールの大作戦（キズメット、バンシーの女王〈ドルエラ〉）
  - 眠れる森の美女（フォーナ[57]）
  - ノートルダムの鐘II（ラヴァーン）
  - ハウス・オブ・マウス（魔女、フェアリー・ゴッドマザー、フォーナ、ダッチェス）
  - 101匹わんちゃんII パッチのはじめての冒険（ナニー）
  - フェアリー・ゴッドマザー（アグネス）※Disney+独占配信
  - ムーラン（ファ家の祖母）
    - ムーラン2

  - ラマになった王様（魔女イズマ〈アムジー校長〉）
    - ラマになった王様2 クロンクのノリノリ大作戦
    - ラマだった王様 学校へ行こう!

  - わんわん物語（セーラ）
    - わんわん物語II
- イルミネーション・エンターテインメント作品
  - 怪盗グルーの月泥棒 3D（グルーの母）
  - ミニオンズ:アルバイト大作戦（老婦人）
  - 怪盗グルーのミニオン大脱走（グルーの母）
  - ミニオンズ フィーバー（グルーの母[58]）
- アダムス・ファミリー（バァバ[59]）
  - アダムス・ファミリー2 アメリカ横断旅行![60]
- アニマニアックス（スラッピー・スクィレル）
- アントブリー（モンモ・ニックル）
- ジミー・ニュートロン 僕は天才発明家!（グラニー・ニュートロン）
- 少女チャングムの夢（壺おばあさん）
- 西遊記 孫悟空対白骨婦人（金狐）
- チェブラーシカ（シャパクリャク）※クロックワークス発売ビデオ・DVD版
- バッドガイズ（老婦人[61]）
- バットマン
- ピーター・コットンテール 幸せを運ぶウサギ（エスメラルダ夫人）
- ピンクパンサー（ドラ、魔女）
- ペット2（猫おばさん[62]）
- ポパイ（オリーブ・オイル）
- ルーニー・テューンズ（グラニー）
  - バッグス・バニーのぶっちぎりステージ
  - タイニー・トゥーンズ
  - シルベスター&トゥイーティー ミステリー
  - トゥイーティーのフライング・アドベンチャー 80日間世界一周大冒険
  - ベビー・ルーニー・テューンズ
  - ルーニー・テューンズ・ショー[63]
  - 新 ルーニー・テューンズ
  - ルーニー・テューンズ・カートゥーンズ[64]
- まんが宇宙船（ジュリエット 他）

### 特撮
1972年
- 人造人間キカイダー（1972年 - 1973年、女ベニクラゲの声、バイオレットサザエの声）
- 好き! すき!! 魔女先生
- 超人バロム・1（ヒャクメルゲの声）

1973年
- キカイダー01（幽霊女の声、シャドウロクロの声）

1974年
- ウルトラマンタロウ（わんぱく宇宙人ピッコロの声）

1976年
- 宇宙鉄人キョーダイン（デスバイキンの声〈初代〉）
- ぐるぐるメダマン（メダマンの声）

1978年
- スパイダーマン（怪猫獣の声、魔女猿の声）
- UFO大戦争 戦え! レッドタイガー（パトラ指揮官の声）

1979年
- バトルフィーバーJ（九太郎の声）

1980年
- 電子戦隊デンジマン（デンジ犬アイシーの声）
  - 劇場版 電子戦隊デンジマン（デンジ犬アイシーの声）

1981年
- ロボット8ちゃん（ロボット8ちゃんの声〈初代〉）

1985年
- 勝手に!カミタマン（冷やし中華の声）

1988年
- 超獣戦隊ライブマン（ピエロヅノーの声）

1989年
- 高速戦隊ターボレンジャー（タメイキボーマの声）

1990年
- 特警ウインスペクター（吸血人面コウモリの声）

1994年
- 忍者戦隊カクレンジャー（キュウビノキツネの声）

1995年
- 重甲ビーファイター（1995年 - 1996年、魔道士 / 破壊神ジャグールの声）

### デジタルコミック
- VOMIC 桜姫華伝（白夜）
- VOMIC 朝霧雪伝（白夜）

### テレビドラマ
- 帰ってきたウルトラマン 第32話（中年婦人）
- 明日がござる（主婦）
- 彼
- 事件記者チャボ! 第11話（山岸育子）
- ファイヤーマン 第19話（花子）
- だんなさまは18歳 第6話（電話の声）
- ママさんバレーでつかまえて（千代）
- 理想の上司 第5話「ミスを呼ぶ友達」（青柳夫人）
- LOVE理論（ナレーション）

### 映画
- ハナばあちゃん!!〜わたしのヤマのカミサマ〜（2011年、杉村和彦監督） - 山野ハナ（「喫茶おだて」主人） 役
- 神の島（2025年、谷口広樹監督）[65]

### ネットドラマ
- キキコミ（ 2007年、ニフティ） - 第3話 ワタナベトミ 役

### その他コンテンツ
- それいけノンタック（おばあちゃん）
- ウメ屋雑貨屋/サンリオキャラクター（おウメばあちゃん）
- こどもにんぎょう劇場「小さい魔女」
- 東京っ子NIGHTお遊びジョーズ「中森明菜の太田君頑張って!」（ゴキちゃんの声）
- トリハダ（秘）スクープ映像100科ジテン（声の出演）
- 東京ディズニーランド
  - ワン・マンズ・ドリーム（魔女）
  - 東京ディズニーランド・エレクトリカルパレード・ドリームライツ（フェアリー・ゴッドマザー）
  - ワンス・アポン・ア・タイム（フェアリー・ゴッドマザー）
  - クラブマウスビート（魔女）
- オールスター感謝祭'14秋 妖怪ウォッチスペシャルライブ（冒頭ナレーション）
- 料理人・松平健 にっぽん 食の道（ナレーション）